# Manbuta
Manbuta là một chi bướm đêm thuộc họ Erebidae.

## Loài
- Manbuta pyraliformis Walker, 1858